# Западен Берлин
За̀паден Берлѝн (на немски: West-Berlin) е особен субект в международното право, съществувал от 1949 до 1990 година на територията на американския, британския и френския окупационен сектор в Берлин.
През август 1961 г. започва строителството на Берлинската стена, която отделя физически Западен Берлин от Германската демократична република. Стената става символ на Студената война. Много граждани на ГДР умират при опит да избягат в Западен Берлин.

## История
Нацистка Германия, победена във Втората световна война, е разделена на 4 окупационни зони, в това число и столицата Берлин, заобиколена изцяло от територията на окупационната зона на СССР.
Разделеният на 4 зони град Берлин става причина за една от първите сериозни кризи на Студената война, вследствие на която Съветският съюз блокира достъпа по суша до града на 24 юни 1948 година. Западните съюзници не се отказват от окупационните си зони и се провежда грандиозна хуманитарна операция чрез уникалния т. нар. „въздушен мост“ за снабдяване по въздуха и спасяване на милионното население на 3-те зони. След неуспеха на блокадата тя е вдигната на 11 май 1949 г.
Нейното прилагане ускорява вземането на трайно решение от победителите във Втората световна война за статута както на окупационните зони в Берлин, така и за територията на цяла Германия. Така се създават 2 държави – Германска демократична република и Федерална република Германия (ФРГ), а столицата Берлин е разделена на 2 града – Западен Берлин и Източен Берлин. Последният официално е наричан Берлин – столица на Германската демократична република (Berlin, Hauptstadt der DDR). Столица на Западна Германия става гр. Бон.

## Статут
Западен Берлин е имал особен статут на самостоятелен град. Въпреки близките отношения с ФРГ той не е част от нея, не е нейна федерална провинция. Конституцията на Западна Германия не се прилага на територията на Западен Берлин. Ето защо негови представители нямат право на глас в Бундестага, а гражданите му са освободени от военна повинност.
Градът се управлява от кмет и градско правителство под надзора на окупационните сили от този сектор т.е. на Франция, Великобритания и Съединените американски щати. Съществува въздушен коридор, който свързва Западен Берлин и ФРГ. Западногерманската авиокомпания „Луфтханза“ няма право на полети от и до града. Пощенската администрация на града е отделена от тази на ФРГ и има право да използва собствени пощенски марки.
Международните спортни федерации и Международния олимпийски комитет признават атлетите от Западен Берлин за представители на ФРГ.
След Обединението на Германия през 1990 г. Берлинската стена е разрушена и това слага окончателно край на съществуването на Западен Берлин. Единен Берлин става отново столица на цялата обединена държава.